# Bahnhof Lyon-Saint-Exupéry TGV
Lyon-Saint-Exupéry TGV (französisch Gare de Lyon-Saint-Exupéry TGV) ist ein Fernverkehrsbahnhof am Flughafen Lyon Saint-Exupéry, etwa 20 Kilometer östlich des Zentrums von Lyon in Frankreich.

## Geschichte
Der Bahnhof ist am 3. Juli 1994 unter dem Namen Gare de Satolas eröffnet worden. Diese Bezeichnung trug er bis zur entsprechenden Umbenennung des Flughafens im Jahr 2001. Nach ursprünglicher Planung sollte der Bahnhof bereits zu den Olympischen Winterspielen 1992 in Albertville fertiggestellt sein. Die Baukosten betrugen schlussendlich über eine Milliarde Französische Francs, 690 Millionen Francs wurden von den Gebietskörperschaften getragen und 320 Millionen Francs von der SNCF.

## Verkehrsanbindung
Der Bahnhof dient auf Grund seiner Lage in erster Linie dem Umstieg von Fluggästen auf die dort haltenden TGV an der LGV Rhône-Alpes von Paris nach Marseille, die vor allem eine sinnvolle Anbindung nach Südostfrankreich ermöglichen. Die Reisezeit nach Paris beträgt rund zwei Stunden, nach Marseille 90 Minuten. Auch die Züge des französischen Billiganbieters Ouigo halten hier auf der Fahrt zwischen Marne-la-Vallée und Marseille beziehungsweise Montpellier. Er ist seit Sommer 2010 durch die Stadtbahn Rhônexpress mit dem Stadtgebiet Lyons verbunden.

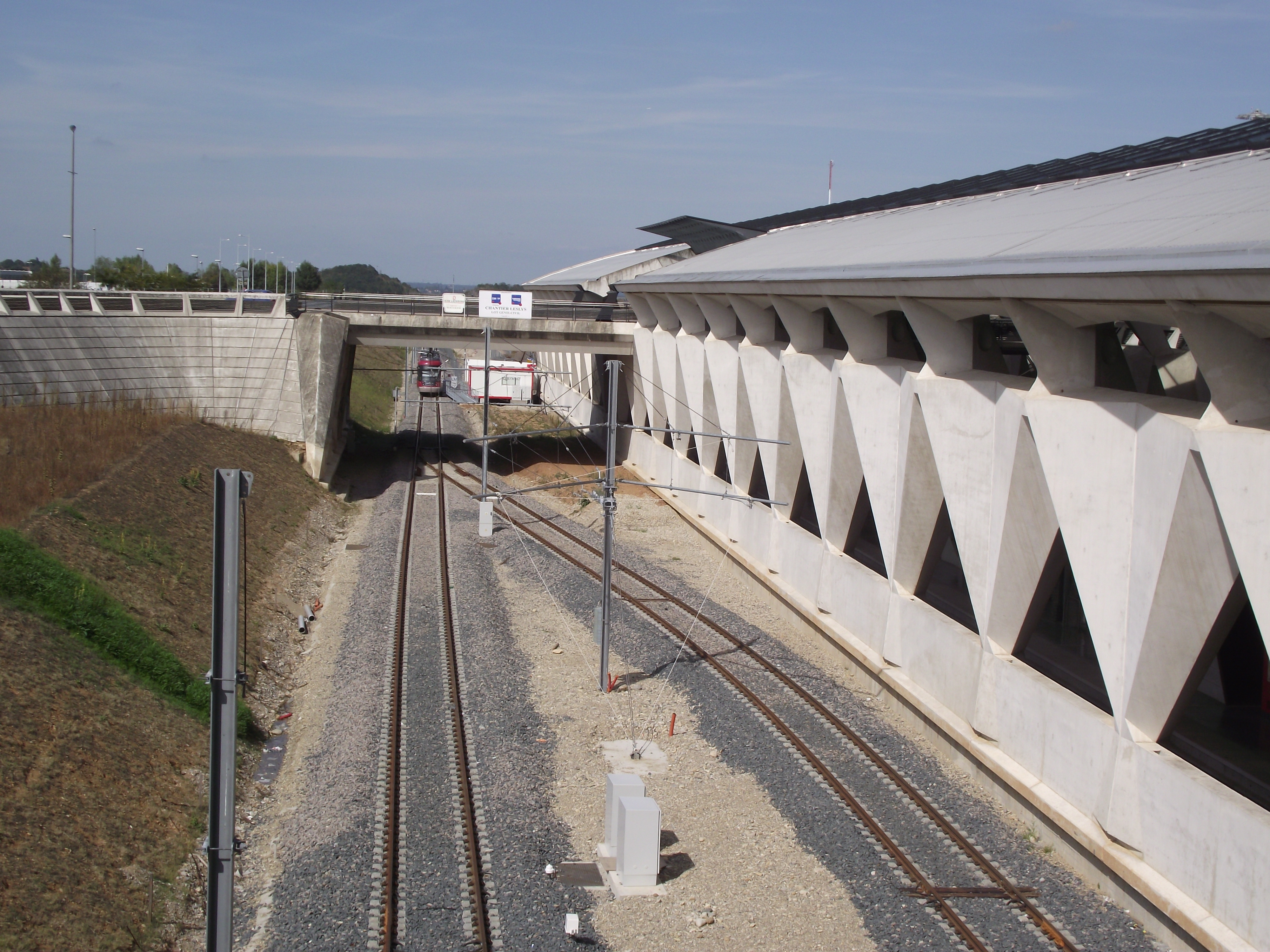
V-Träger der Außenmauer

## Architektur
Architekt des TGV-Bahnhofs Lyon-Saint-Exupéry ist der Spanier Santiago Calatrava, der sich 1987 in einem international ausgeschriebenen Architekturwettbewerb knapp gegen Richard Rogers behaupten konnte. Das Bahnhofsgebäude besteht aus einer 450 Meter langen und 56 Meter breiten Halle aus Stahl, Glaselementen und Stahlbeton mit Verbindungsgängen zum Flughafen Lyon Saint-Exupéry. Zentrales bauliches Element des Bahnhofs ist der rund 39 Meter hohe Hauptpavillon, dessen skelettartige Form oft mit einem riesigen Vogel verglichen wird.
Die Bahnhofshalle überquert die Gleise und wurde bewusst vom Architekten leergelassen, um den Passagieren ein störungsfreies Raumerleben zu ermöglichen. Die Halle ist durch einen Rollsteig auf einer Fußgängerbrücke direkt mit dem Flughafen Lyon Saint-Exupéry verbunden. Der Bahnhof hat sechs Gleise mit zwei Bahnsteigen für Schnellzüge, wobei die inneren beiden Gleise für die durchfahrenden TGV reserviert sind. Um die inneren beiden Gleise herum baute Calatrava einen kompakten Tunnel zwecks Abmilderung der Druckwelle der 300 Kilometer pro Stunde schnellen Züge. Die Hauptstützen des Dachs werden fast vollständig vom Tunnel getragen. V-Träger bilden die Innen- und Außenmauer und sollen durch ihre monotone Reihung einen statischen Eindruck erzeugen, was die Geschwindigkeit der Züge hervorhebe, so Calatrava. Die Form der unteren V-Träger orientiert sich an einer abstrakten Form von Menschen. Die Überdachung wird an beiden Seiten von jeweils 25 Stahlträgern gestützt und erzeugt durch mehrere variable Reihungen im überkragenden Außendach den Eindruck von Bewegung.

## Film
- Der TGV-Bahnhof in Lyon-Satolas. (OT: Satolas - TGV. Un monument à la campagne.) Dokumentarfilm, Frankreich, 1998, 27:46 Min., Buch und Regie: Catherine Adda, Produktion: Centre Georges Pompidou, La Sept Arte, Les Films d’ici, Reihe: Baukunst, Erstausstrahlung am 10. März 2001, Inhaltsangabe von ARD. Mit einem Gespräch und Skizzen von Santiago Calatrava.